# Brevicornu gulianense
Brevicornu gulianense är en tvåvingeart som beskrevs av Loïc Matile 1969. Brevicornu gulianense ingår i släktet Brevicornu och familjen svampmyggor. Inga underarter finns listade i Catalogue of Life.